# Ichthiacris aptera
Ichthiacris aptera är en insektsart som beskrevs av Morgan Hebard 1932. Ichthiacris aptera ingår i släktet Ichthiacris och familjen Pyrgomorphidae. Inga underarter finns listade i Catalogue of Life.